# Rosemary West
Rosemary Pauline West z domu Letts (ur. 29 listopada 1953) – brytyjska seryjna morderczyni, która razem z mężem  Fredem Westem zamordowali w Gloucester 12 kobiet, z czego Rosemary brała udział w 10 morderstwach. 

## Życiorys
W dniu swoich 15 urodzin poznała swego przyszłego męża, Freda Westa. Fred był już wówczas mordercą dwóch kobiet: Anny McFall, przyjaciółki jego żony i jednocześnie swojej kochanki, oraz Mary Bastholm. Fred nakłonił Rosemary do perwersyjnego seksu. Została ona później prostytutką. 
Po raz pierwszy zamordowała sama, podczas pobytu Freda w więzieniu (został skazany za kradzież i wykroczenia drogowe). Kolejnych morderstw dokonywała wspólnie z Fredem. Rosemary wyszła za niego za mąż  29 stycznia 1972. Wspólnie w przeciągu 15 lat dokonali 10 zabójstw, wszystkie na kobietach. 19 czerwca 1987 Fred West zamordował, bez pomocy żony, własną córkę, Heather. 25 lutego 1994 policja aresztowała Freda Westa, następnego dnia znaleziono szczątki ciała jego córki. 13 grudnia tegoż roku obydwoje Westowie zostali oskarżeni o jej zamordowanie. Fred w trakcie procesu do końca twierdził, że Rosemary nie miała nic wspólnego ani z morderstwem córki, ani z innymi morderstwami. 1 stycznia 1995 Fred West popełnił samobójstwo.
22 listopada 1995 Rosemary West została uznana winną 10 mordestw i skazana na karę dożywotniego pozbawienia wolności.

## Ofiary
| Lp. | Ofiara               | Wiek | Data              |
| --- | -------------------- | ---- | ----------------- |
| 1.  | Charmaine West       | 8    | 20 czerwca 1971   |
| 2.  | Catherine Costello   | 27   | 8 sierpnia 1971   |
| 3.  | Lynda Gough          | 19   | 20 kwietnia 1973  |
| 4.  | Carol Ann Cooper     | 15   | 10 listopada 1973 |
| 5.  | Lucy Partington      | 21   | 27 grudnia 1973   |
| 6.  | Thérèse Siegenthaler | 21   | 16 kwietnia 1974  |
| 7.  | Shirley Hubbard      | 15   | 15 listopada 1974 |
| 8.  | Juanita Mott         | 18   | 12 kwietnia 1975  |
| 9.  | Shirley Robinson     | 18   | 10 maja 1978      |
| 10. | Alison Chambers      | 16   | 5 sierpnia 1979   |